# 前列腺素F2α
 前列腺素 F2α  (在前列腺素的命名中為PGF2α)，其藥學上稱為地諾前列素(INN)，它在醫學上的用途是作為天然的前列腺素用於引產和墮胎藥。
在哺乳動物中，它是由子宮受刺激時產生的，因為卵泡期並沒有受精卵存在，子宮產生PGF2a。他作用於黃體導致黃體退化，形成了纖維化的卵巢白體。PGF2α的作動是根據黃體模受體0的數目而進行。
該 PGF2α 亞型8-異前列腺素F2α被發現在子宮內膜異位症患者有顯卓的增加，因而是一種與子宮內膜異位相關的氧化應激潛在因子。

## 作用機制
更深入的資訊請見前列腺素F2α受体
PGF2α 會和前列腺素F2α受體結合。

## 合成
在2012年終，一個簡單並具有高選擇性的PGF2α合成出來了。而這個合成只需要七個步驟，比先前Corey and Cheng發表的十七個步驟進步許多。並使用2,5 -二甲氧基作為起始試劑，S – 脯氨酸作為不對稱催化劑。

## 類似物
下列藥物為前列腺素 F2α的類似物:
拉坦前列素
比馬前列素
曲伏前列素
卡前列素

## 文獻資料
1. ↑  Indu Sharma, Lakhbir Kaur Dhaliwal, Subhash Chand Saha, Sonal Sangwan, Veena Dhawan. . Fertility and Sterility: 63–70.   [2018-04-02]. doi:10.1016/j.fertnstert.2009.01.141. （原始内容存档于2021-05-25）.
2. ↑  Graeme Coulthard, William Erb, Varinder K. Aggarwal. . Nature. 2012-08-15, 489 (7415): 278–281  [2018-04-02]. ISSN 1476-4687. doi:10.1038/nature11411 （英语）.
3. ↑  Corey, E.J.; Cheng, X.M. . Wiley. 1995.